# (12356) Carlscheele
(12356) Carlscheele est un astéroïde de la ceinture principale.

## Description
(12356) Carlscheele est un astéroïde de la ceinture principale. Il fut découvert le 15 septembre 1993 à La Silla par Eric Walter Elst. Il présente une orbite caractérisée par un demi-grand axe de 2,94 UA, une excentricité de 0,10 et une inclinaison de 1,6° par rapport à l'écliptique.

## Compléments